# Ceremonia conmemorativa por la Paz en Hiroshima
La ceremonia conmemorativa de la paz de Hiroshima es una vigilia japonesa anual que conmemora y recuerda a las víctimas del bombardeo de Hiroshima.
Cada 6 de agosto, "Día de la bomba atómica", la ciudad de Hiroshima celebra la Ceremonia Conmemorativa de la Paz para recordar a las víctimas de las bombas atómicas y orar por la realización de una paz mundial duradera. La ceremonia se lleva a cabo frente al Cenotafio Memorial en el Parque Memorial de la Paz de Hiroshima. Entre los participantes se incluyen las familias de los fallecidos y personas de todo el mundo. La primera ceremonia se celebró en 1947 por el entonces alcalde de Hiroshima Shinzo Hamai.
En 2010, John V. Roos se convirtió en el primer embajador de Estados Unidos en Japón en asistir a la ceremonia, siendo uno de los primeros gestos diplomáticos para concretar la visita del presidente de Estados Unidos, Barack Obama, seis años después.

## Contenido de la ceremonia

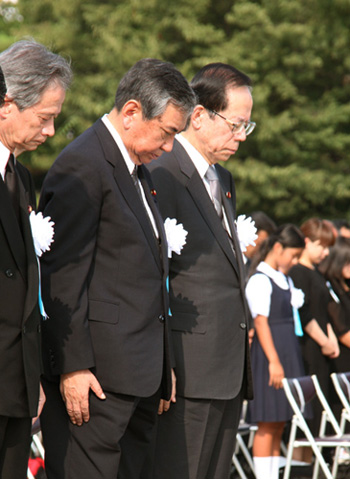
Satsuki Eda (Presidente de la Cámara de Consejeros), Yōhei Kōno (Presidente de la Cámara de Representantes) y Yasuo Fukuda (Primer ministro) ofrecieron una oración silenciosa (6 de agosto de 2008)

- Dedicación del Agua (por representantes de los ciudadanos de Hiroshima), acompañada (desde 1975) de la música "Prayer Music No. 1: Dirge" deHibakusha,[2] compuesta por Masaru Kawasaki[3][4]
- Apertura
- Dedicación del registro de los nombres de las víctimas caídas de la bomba atómica
- Mensaje
- Dedicación de flores
- Oración Silenciosa y Campana de la Paz (por un minuto desde las 8:15 a. m.)
  - La campana es tocada por un representante de familias y un representante de niños de la ciudad.
- Declaración de paz (por el alcalde de Hiroshima)
- Liberación de palomas
- Compromiso con la paz (por representantes de los niños)
- Mensajes (por el primer ministro de Japón y otros visitantes)
- Canción de la paz de Hiroshima, con música de Minoru Yamamoto y letra de Yoshio Shigezono
- Cierre

## Ceremonias conmemorativas para Hiroshima fuera de Japón
Debido a la difusión de la cultura conmemorativa que rodea a Hiroshima en todo el mundo, las ceremonias conmemorativas se llevan a cabo también en otras partes del mundo. Uno de estos casos fue el 6 de agosto de 1986, cuando una delegación de Hiroshima de 18 personas llegó al monumento israelí del Holocausto de Yad Vashem y celebró una breve ceremonia en el Salón Yizkor.